# سالیانو میکا
سالیانو میکا (به ایتالیایی: Sagliano Micca) یک کومونه در ایتالیا است که در استان بیه‌لا واقع شده‌است. سالیانو میکا ۱۴٫۹ کیلومتر مربع مساحت و ۱٬۶۷۹ نفر جمعیت دارد و ۵۸۹ متر بالاتر از سطح دریا واقع شده‌است.